# Успенский, Владислав Александрович
Владисла́в Алекса́ндрович Успе́нский (7 сентября 1937, Омск — 4 июня 2004, Санкт-Петербург) — советский и российский композитор, профессор Санкт-Петербургской консерватории, автор мюзикла «Анна Каренина». Народный артист РСФСР (1988). Ученик Б. А. Арапова и Д. Д. Шостаковича.
В. А. Успенский автор опер «Война с саламандрами», «Интервенция», а также 8-ми балетов, кантат, свыше 100 песен, многочисленных симфонических, ораториальных и камерных произведений, музыки к драматическим спектаклям, мюзиклам и кинофильмам.

## Биография
Владислав Успенский родился 7 сентября 1937 года в Омске. Свои первые уроки музыки будущий композитор получил у первой учительницы — своей мамы. С самого детства он пел в церковном хоре. «Крестным отцом» юного музыканта становится признанный мэтр советской музыки Д. Б. Кабалевский.
В 1955 году Успенский поступает в Музыкальное училище при Московской консерватории, куда его рекомендовал Кабалевский. Тут композитор занимается под руководством оригинально мыслящего педагога Г. С. Фрида, который способствует расширению взглядов на музыку в 20 столетии.
Владислав Александрович заканчивает училище в 1957 году и сразу после этого поступает в класс к профессору Б. А. Арапову в Ленинградскую консерваторию. В кругу знакомых музыканта в период учёбы в Консерватории появляются такие личности как Мстислав Ростропович, Евгений Мравинский, Михаил Вайман, Борис Гутников, Иосиф Бродский, Михаил Шемякин, Яков Гордин.
В 1962 году Успенский поступает в Аспирантуру к одному из крупнейших композиторов XX века, педагогу и профессору Д. Д. Шостаковичу, у которого Владислав Александрович учился до 1965. Эта встреча стала судьбоносной — расширила художественное восприятие, заложила начало всевозрастающего мастерства композитора, а также углубила понимание искусства. Шостакович стал для Успенского личным примером того, каким мастером своего дела необходимо стать.
Особое внимание заслуживает нравственное начало в музыке В. Успенского. Его великий наставник Д. Д. Шостакович так сказал о своём ученике:
«В. А. Успенский очень хорошо понимает этическое значение музыкального творчества…».
Одними из известных произведений композитора является опера «Война с саламандрами», написанная в 1968, а также опера «Интервенция» (1972). Владислав Александрович написал восемь балетов, такие как «Летят журавли» (1985), «Спасение» (1975), «Ты и море» (1980) и другие.
На протяжении долгого периода времени В. А. Успенский занимался педагогической деятельностью. Так, окончив аспирантуру, с 1965 по 1967 года стал преподавателем кафедры теории музыки Ленинградской Государственной консерватории. Затем с 1967 по 1972 года — декан теоретико-композиторского факультета ЛОЛГК. В 1969 году он становится доцентом кафедры композиции ЛОЛГК, а с 1982 года — профессором кафедры композиции ЛОЛГК. Также одним из достижений профессора является его приглашение в 1995 году как композитора в Государственный университет Сеула (Республика Южная Корея) для чтения ряда лекций и дачи мастер-классов. В 1997 году он стал приглашённым композитором в Государственном университете Лимы (Перу), где также дал ряд лекций и провёл мастер-классы.
Успенский за свою профессиональную преподавательскую деятельность воспитал более 30 выпускников-композиторов, среди которых можно упомянуть: В. Дорохин (в 1980 - 1990 гг. заместитель председателя СК Беларуси, профессор БГАМ), Игорь Корнелюк, Лора Квинт, Е. Иршаи (член СК СПб (Словакия), С. Поддубный (член СК СПб), Е. Поплянова (член СК России), И. Чеботарёва (Омск), И. Блинникова (Республика Коми), И. Лаенко (Мексика), Пак Син Джон (Республика Корея), Вальдес Ортис Данте Эдмондо (Перу), А. Михайлов (Болгария) Н. Хасцлер (Германия) и другие.
Произведения композитора исполняли такие выдающиеся музыканты как Борис Гутников, Павел Серебряков, Арвид Янсонс, Ирина Богачёва, Геннадий Рождественский, Владислав Чернушенко, Сергей Лейферкус, Филипп Хиршхорн, Максим Венгеров, Роберто Фабриччиани, Вольфганг Штокмайер, звезды эстрады Эдита Пьеха, Иосиф Кобзон, Валентина Толкунова, Ирина Понаровская, Ирина Мирошниченко.
В 1999 году Успенский в Финляндии создаёт и ставит большой драматический мюзикл «Анна Каренина», который пользуется огромной популярностью.
Умер 4 июня 2004 года в Санкт-Петербурге на 67-м году жизни. Похоронен на Литераторских мостках Волковского православного кладбища.

## Семья
Отец — Александр Григорьевич Колодкин (1910—1947).
Мать — Вера Павловна Успенская (1915—1979).
Жена — Ирина Евгеньевна Тайманова (1941), оперный режиссёр, профессор Санкт-Петербургской консерватории, сестра шахматиста Марка Тайманова.

## Награды
- 1976 — Орден «Знак Почёта»
- 1980 — Заслуженный деятель искусств РСФСР (23 декабря 1980 г.)
- 1988 — Народный артист РСФСР (22 июня 1988 г.)
- 1998 — Орден «За заслуги перед Отечеством» IV степени (26 января 1998 г.)
- 1999 — Лауреат премии имени Д. Д. Шостаковича Союза композиторов России
- 2000 — Заслуженный деятель Союза композиторов России
- 2001 — Лауреат премии правительства Санкт-Петербурга

## Фильмография

### Участие в фильмах
- 1993 — Вы помните (документальный фильм)

### Композитор
- 1968 — Моабитская тетрадь
- 1969 — Берег юности
- 1970 — Миссия в Кабуле
- 1971 — Два веронца (фильм-спектакль)
- 1973 — Крах инженера Гарина
- 1973 — Солёный пёс
- 1975 — Призвание
- 1978 — Комиссия по расследованию
- 1981 — Комендантский час
- 1982 — Долгая дорога к себе
- 1983 — Мера пресечения
- 1984 — Дождь (фильм-спектакль)
- 1985 — БДТ тридцать лет спустя (фильм-спектакль)[4]
- 1985 — Сказочное путешествие мистера Бильбо Беггинса, Хоббита (фильм-спектакль)
- 1986 — Война с саламандрами (фильм-спектакль)
- 1987 — Среда обитания
- 1987 — Белые ночи. Сентиментальный роман из воспоминаний мечтателя (фильм-спектакль ЛенТВ)
- 1987 — Он приехал в день поминовения (фильм-спектакль)
- 1987 — О, Мельпомена! (фильм-спектакль)
- 1988 — Натали (фильм-спектакль)
- 1993 — Вы помните (документальный фильм)
- 2000 — Казанова в России (фильм-спектакль)

## Музыкально-общественная деятельность
- с 1972 — заместитель председателя Правления Союза композиторов Санкт-Петербурга
- с 1972 — содиректор Международного фестиваля «Музыкальная весна в Санкт-Петербурге»
- с 1980 по 2004 — член жюри Всероссийских и Международных исполнительских и композиторских конкурсов
- c 1995 — Генеральный директор Международного Детского Музыкального фестиваля
- c 1996 — Председатель Музыкального Совета при Комитете по культуре Правительства Санкт-Петербурга
- c 1999 — секретарь Союза композиторов России